# Амафинии
Амафиниите или Амафаниите (gens Amafinia или Amafania) са фамилия от Древен Рим.
Известни от фамилията:
- Гай Амафиний, писател, философ епикуреец, 2/1 век пр.н.е.[1]